# Osmia enixa
Osmia enixa är en biart som beskrevs av Sandhouse 1924. Osmia enixa ingår i släktet murarbin, och familjen buksamlarbin. Inga underarter finns listade i Catalogue of Life.